# IKP Łódź
Klub Sportowy IKP-Łódź – łódzki międzywojenny, wielosekcyjny, zakładowy (fabryki I.K. Poznański) klub sportowy.
Klub powstał w 1928. Posiadał sekcje: boksu, koszykówki, lekkoatletyki, piłki ręcznej, piłki nożnej, zapasów i podnoszenia ciężarów, hazeny.

## Sukcesy
- Czterokrotne mistrzostwo Polski hazenistek (1934, 1935, 1936, 1937)[1]
- Trzykrotne mistrzostwo (1932, 1933, 1939) i trzykrotne wicemistrzostwo Polski (1934, 1936, 1938) w koszykówce kobiet
- Mistrzostwo Polski szczypiornistek (1938)
- Dwukrotne drużynowe wicemistrzostwo Polski w boksie (1936, 1937).

## Utytułowani bokserzy
- Henryk Chmielewski – mistrz Europy (1937), trzykrotny mistrz Polski (1931, 1933 i 1936)
- Czesław Banasiak – mistrz Polski z 1933 i brązowy medalista z 1934 w wadze lekkiej
- Józef Garncarek – brąz na Mistrzostwach Polski w kategorii półśredniej (1933)
- Tomasz Konarzewski – sześciokrotny złoty medalista mistrzostw Polski, w tym 3 razy jako zawodnik IKP (1930, 1932, 1933); kategoria ciężka
- Stanisław Kowalewski, bokser
- Ryszard Krenz – brązowy medal Mistrzostw Polski z 1933 i 1934 w wadze ciężkiej
- Józef Marcinkowski – srebro na Mistrzostwach Polski (1939); kategoria musza
- Zygmunt Pawlak – brązowy medalista Mistrzostw Polski w wadze muszej (1930)
- Walenty Pietrzak – srebro na Mistrzostwach Polski (1936, 1938 i 1939) oraz brąz (1937); kategoria półciężka
- Wolf Stahl – wicemistrz Polski (1930 i 1934); waga odpowiednio średnia i półśrednia
- Witold Spodenkiewicz – reprezentant Polski w 1937; kategoria kogucia
- Czesław Taborek – brązowy medalista mistrzostw Polski w kategorii lekkiej (1934)
- Stanisław Woźniakiewicz – w barwach IKP dwukrotny mistrz Polski (1936, 1937)

Źródło:.